# 敵役
敵役（かたきやく、てきやく）とは、演劇・映画・テレビドラマなどの作品において、主役に敵対する存在として立ちはだかる役柄。敵役は英語でアンタゴニスト（Antagonist）と言う。悪役とも呼ばれるが、厳密には若干の差異がある。

## 定義
フィクションの世界において、主役（主人公）と敵対するキャラクター。ただし、ピカレスク小説においては敵役が正義であるなど、必ずしも悪ではない点で悪役との差異がある。
敵役は多くの場合同情すべき生い立ちや納得できる主人公との対立理由を持ち、十分共感できるキャラクターとしてデザインされる。作品によっては、競い合い、高め合うライバル（好敵手）に属することもある。悪役は見るものの共感を否定してひたすら憎まれることに存在理由をもつキャラクターであり、見る者が共感できるか否かが悪役と敵役を見分けるポイントであるといえる。そのため、ストーリーの展開次第では「主役と和解し、友（または良き仲間）となる」「主役を認め、敵対関係ながらも協力者となる」というパターンが存在する。ただし、悪役と敵役の境界や定義は見るものの主観によるため、明確に区別できるものではない。

## 敵役の種類
- ビッグ・バッド（英語版）- 童話のビッグバッドウルフ、バイキンマンなどのように、毎回敵役として現れるキャラクター。小悪党。
- 今週の悪役 - 特撮ヒーローもののように、毎週別のゲストが敵として現れる悪役パターン。怪人も参照。